# Neima
Neima est un prénom féminin.

## Sens et origine du prénom
- Prénom féminin  d'origine hébraïque qui signifie "une mélodie" et ses autres variantes : Neïma, Naima, Neoma, Neema... Méma,Meima
- À ne pas confondre avec le prénom d'origine nord-amérindienne Nahima qui signifie "mystique" en sioux.

## Prénom de personnes célèbres et fréquence
- Neima Djama - Chanteuse canadienne
- Neima Naouri - Chanteuse française
- Prénom aujourd'hui peu usité aux États-Unis[1].
- Prénom donné pour la première fois en France en 1990, et dont l'occurrence demeure faible. Il a été donné 43 fois entre 1990 et 2008 en France[2].